# 何智輝
何智輝（1950年4月17日—），臺灣政治人物，出身於苗栗縣頭屋鄉原中國國民黨藉，後為無黨籍，歷任苗栗縣縣長、立法委員、苗栗縣議會副議長、苗栗縣議員等。

## 生平
1992年9月，何智輝在立委任內與同是立委的王素筠結婚，席開一千多桌，當時由行政院院長郝柏村福證，風光一時，兩人育有一女何懿芳。
1993年中華民國縣市長選舉，脫黨參選苗栗縣縣長，結果擊敗時任中國國民黨候選人、時任縣長張秋華當選，當選縣長後重返國民黨，1997年中華民國縣市長選舉連任失敗，之後擔任三屆立委。
卸任立委後，被指涉嫌新竹科學園區銅鑼基地弊案貪汙，一審獲判19年有期徒刑，二審改判14年有期徒刑，在更一審爆發行賄二審4名法官800萬以獲判無罪醜聞，並於2010年7月檢調調查前潛逃。而其妻子王素筠同涉弊案，亦已先行潛逃與女兒在中國大陸生活。
2016年12月21日，最高法院更三審判處13年全案定讞。

## 外部連結
- 立法院 何智輝委員簡介 （页面存档备份，存于）

| 中華民國政府職務 | 中華民國政府職務                                   | 中華民國政府職務 |
| ---------------- | -------------------------------------------------- | ---------------- |
| 苗栗縣政府       |                                                    |                  |
| 前任： 張秋華    | 苗栗縣縣長 第十二屆 1993年12月20日－1997年12月20日 | 繼任： 傅學鵬    |